# Terrassa dels núvols de Juyongguan
La Terrassa dels núvols de Juyongguan (Xinès tradicional:居庸關雲臺; xinès simplificat: 居庸关云台; pinyin: Jūyōngguān Yúntái) és un monument del segle xiv situat a la vall de Guangou, al Pas de Juyong, a la Gran Muralla Xinesa, al districte de Changping del terme municipal de Pequín, aproximadament 60 quilòmetres al nord-oest del centre de Pequín. Tot i que l'estructura sembla una porta, originàriament era la base de tres pagodes blanques o stupas, amb un passatge que el travessa, un tipus d'estructura coneguda com a "torre de carrer" (Xinès tradicional: 過街塔; xinès simplificat: 过街塔; pinyin: Guòjiētǎ). El monument és famós per les parets esculpides amb baixos relleus i les inscripcions budistes en sis llengües. La Terrassa dels núvols va ser el 98è lloc inclòs en el primer lot de 180 de la llista de Llocs Històrics i Culturals d'Interès Nacional de la Xina, designat pel Consell Estatal de la Xina l'abril de 1961.

## Història

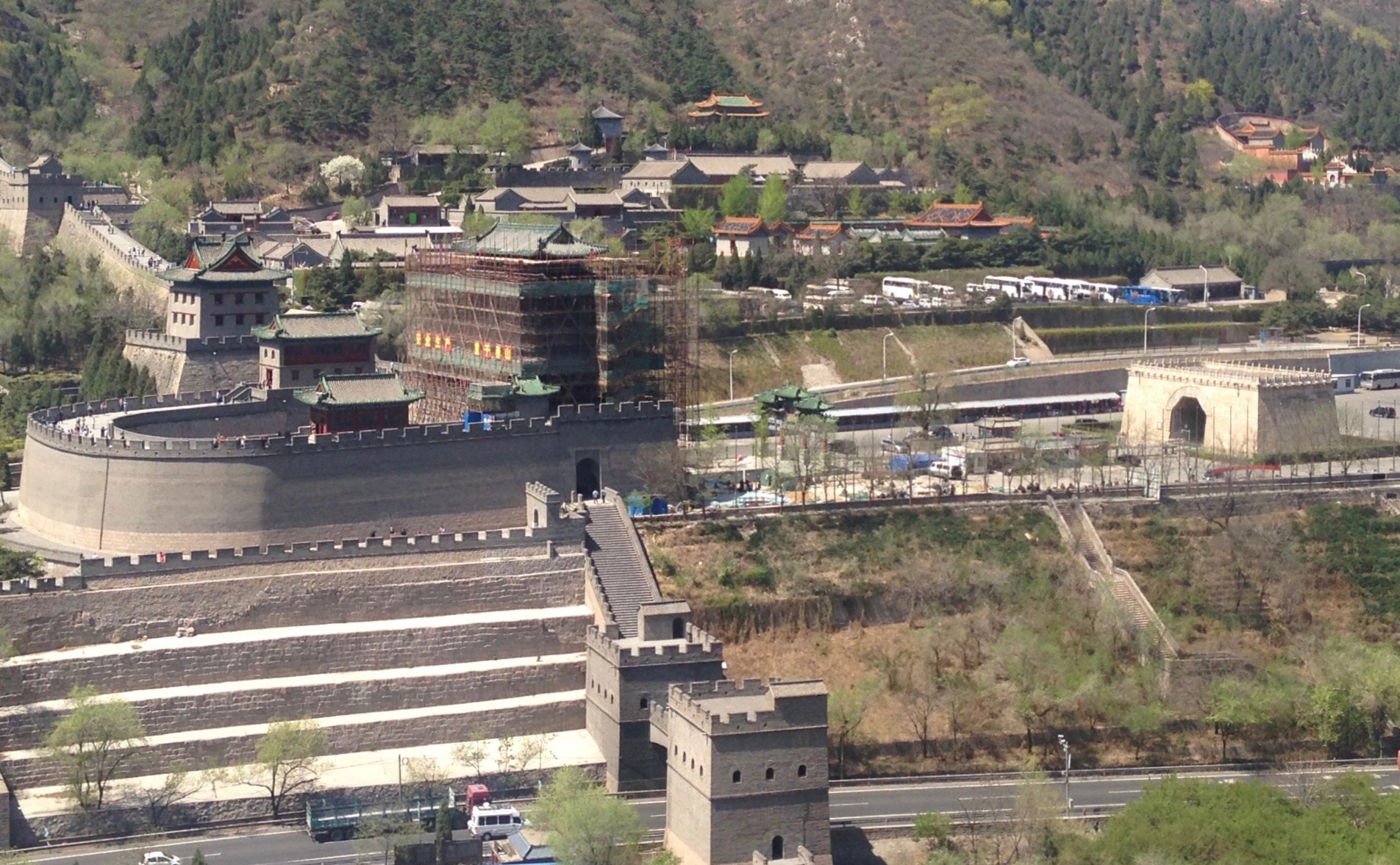
Juyongguan, amb la Terrassa dels núvols a la dreta

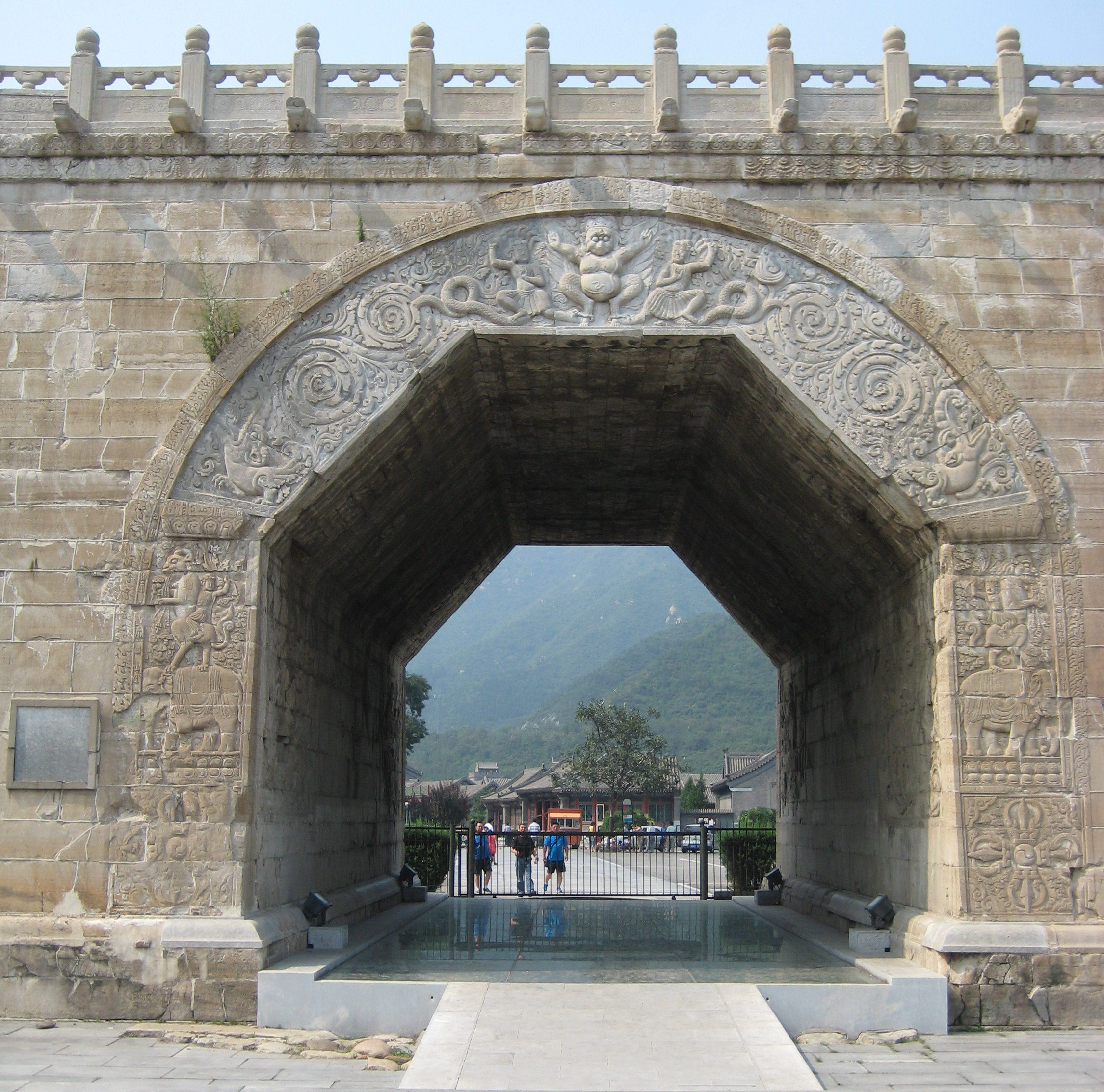
Arc Semi-octagonal al costat sud de la Plataforma dels Núvols

La Terrassa va ser construïda entre 1342 i 1345, per ordre imperial, durant el regnat de l'Emperador Huizong de la dinastia Yuan. Formava part del temple budista Yongming Baoxiang (永明寶相寺), situat al Pas de Juyong al nord-oest de la capital, Dadu (l'actual Pequín). La carretera des de la capital cap a la capital d'estiu, Shangdu, al nord, passava per aquest pas, per tant l'emperador havia de passar a través del temple com a mínim dues vegades l'any. El temple tenia una porta al nord i una porta al sud, i la plataforma on s'erigien les tres stupes es va construir a l'interior de la porta del sud del temple. El passatge per sota les stupes era prou ample per permetre que els vianants i els carros el travessessin per entrar al temple.
Està documentat que el 1343 es van pagar 50 taels de plata al funcionari Ouyang Xuan (歐陽玄, 1283–1358) per escriure inscripcions dedicatòries en dues esteles per commemorar la conclusió de la "torre de carrer" a Juyongguan. Tanmateix, la petita inscripció en xinès de la paret oest de la plataforma és datada el 9è mes del 5è any de la era Zhizheng (1345), així que devien caldre dos anys més per completar els gravats i les inscripcions.
Gu Yanwu (1613–1682), estudiós de la dinastia Qing, va suggerir que la construcció de la Plataforma dels núvols es va iniciar el 1326, basant-se en el fet que a la Història de Yuan consta que un oficial uigur anomenat Uduman (兀都蠻) fou enviat a esculpir dharanis en la llengua dels bàrbars occidentals (és a dir, tibetà) a la paret de roca a Juyongguan. Tanmateix, les inscripcions a què es referia no eren probablement les inscripcions de la Terrassa dels núvols, i així estudiosos moderns daten la construcció de la Terrassa dels núvols el 1342 o 1343.

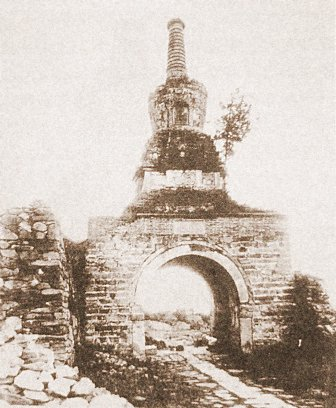
Estupa sobre un arc ("torre de carrer") utilitzat per entrar al temple Fahai a Pequín, semblant als que hi devia haver sobre la Terrassa dels núvols

Des dels inicis de la dinastia Ming (1368–1644) dues de les tres pagodes que hi havia a la plataforma estaven enderrocades o desmantellades. En el regnat de l'emperador Zhengtong (1427–1464) ja no quedava cap pagoda, i es va donar el nom de "Terrassa dels Núvols" a l'estructura perquè des d'una certa distància sembla que s'aixequi per sobre dels núvols. Entre 1443 i 1450 es va dur a terme un projecte per restaurar la plataforma. El 1943, durant la inspecció d'una expedició japonesa es va descobrir al damunt de la plataforma una estela commemorativa de la restauració del 1448. Tanmateix, la restauració no va ser completada fins al 1450, tal com ho demostra una inscripció a l'extrem dret de la paret interior oest, datada el dia 15è del mes 5è del 15è any de l'era Zhengtong (1450), que enregistra que la restauració va ser duta a terme per un benefactor anomenat Lin Puxian (林普賢). La restauració incloïa la construcció d'una sala budista de fusta amb cinc estances, anomenada Temple Tai'an (泰安寺), sobre la plataforma, al lloc on hi havia hagut originàriament les pagodes.
El 1702, en el 41è any del regnat de l'emperador Kangxi, hi va haver un incendi i la sala budista de la plataforma va quedar destruïda pel foc. La plataforma no es va tornar a restaurar, i durant la inspecció de l'expedició japonesa del 1943 mostrava un estat de negligència i abandó. El 1961 la plataforma es va reparar, i es van restaurar les balustrades del voltant de la part superior. Actualment hi ha un pàrquing de cotxes al voltant de la Terrassa. A diversos centenars de metres de la Terrassa dels núvols, en els aparcaments adjacents, hi ha seccions de la Gran Muralla que s'alcen a tots dos costats de la Vall, sovint ple de turistes que arriben fins a les vistes panoràmiques. La majoria ignoren la Terrassa dels núvols, la qual és fàcil que passi desapercebuda tant des del nivell de terra com des de la perspectiva de dalt de les muntanyes.

## Descripció

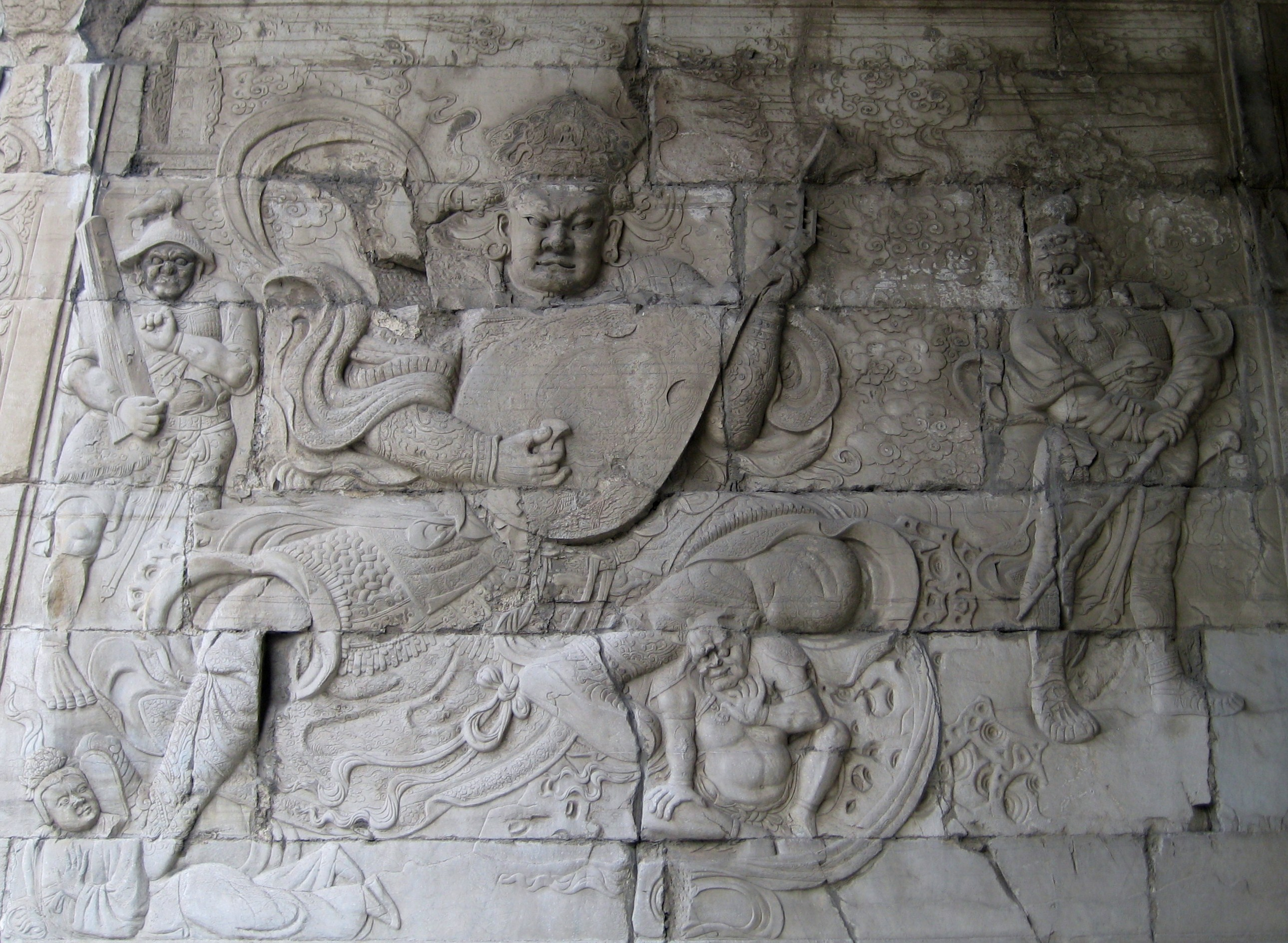
Rei Deva de l'Est a la paret de l'est de la Terrassa dels núvols

La Terrassa dels núvols és una estructura rectangular, amb parets lleugerament inclinades cobertes de marbre blanc. Les dimensions de l'estructura són 28,84 m × 17,47 m a la base i 24,04 m × 14,73 a la part superior, i 9,5 m d'alçada. La part superior de la plataforma és envoltada per una balustrada de marbre, amb gàrgoles de marbre en forma de cap de dragó a la base de cada pilar, amb un total de 54 petites gàrgoles al voltant i quatre gàrgoles grans a les cantonades. Un passadís orientat de nord a sud travessa la Terrassa, amb un arc semioctagonal, de 6,32 m d'ample i 7,27 m d'alçada, a cada extrem.
Les vores dels arcs en ambdós costats i les parets interiors i sostres del passadís estan decorades amb baixos relleus d'imatges budistes, així com inscripcions de textos budistes en sis sistemes d'escriptura diferents. La iconografia budista és la típica de l'escola Sakya del budisme tibetà, i es creia que portava benediccions als qui passaven a través del passadís, i per protegir l'estat de Yuan i la seva capital de la mala fortuna.
L'arc del nord i el del sud tenen la mateixa decoració simètrica. A cada costat de cada arc hi ha un vajra creuat (viśvavajra), damunt del qual hi ha un elefant cavalcat per un jove que munta una criatura mítica. Al cim de cada arc hi ha un garuda agafant un parell de nagaraja mig humans, mig serps.
Els extrems de les parets interiors són decorats amb imatges grans, 2,75 m × 2,65 m, dels Quatre Reis Celestials (també coneguts com els quatre Reis Deva), cadascun amb diversos assistents, i aixafant uns dimonis o fantasmes:
- Rei Deva del Nord (sànscrit: Vaiśravaṇun; xinès: 多聞天王 (pinyin: Duōwén Tiānwáng); "Rei Celestial que ho sent tot"), aguantant un para-sol, a l'extrem nord de la paret oest.
- Rei Deva del Sud (sànscrit: Virūḍhaka; xinès: 增長天王 (pinyin: Zēngzhǎng Tiānwáng); "Rei Celestial que causa creixement"), aguantant una espasa, a l'extrem sud de la paret est.
- Rei Deva de l'Est (sànscrit: Dhṛtarāṣṭra; xinès: 持國天王 (pinyin: Chíguó Tiānwáng); "Rei Celestial que sosté el reialme"), aguantant un llaüt, a l'extrem nord de la paret est.
- Rei Deva de l'Oest (sànscrit: Virūpākṣun; xinès: 廣目天王 (pinyin: Guǎngmù Tiānwáng); "Rei Celestial que ho veu tot"), aguantant una serp, a l'extrem sud de la paret oest.

A les parets interiors, entre els Reis Celestials hi ha inscripcions del text sànscrit del "Sutra dharani de la corona victoriosa de Buda" i el "Sutra dharani del Cor Tathagata" en sis sistemes d'escriptura diferents, així com traduccions del "Registre de Mèrits en la Construcció de la Pagoda" en cinc llengües, i resums del "Sutra dharani del cor Tathagata" en dues llengües (vegeu-ne els detalls més avall). La part inclinada de les parets del sostre són decorades amb els Budes de les Deu Direccions, cinc en cada costat, amb l'espai entre ells omplert amb imatges petites del Miler de Budes del kalpa actual. La part plana del sostre està decorada amb cinc mandales dels Cinc Tathagates.

## Inscripcions

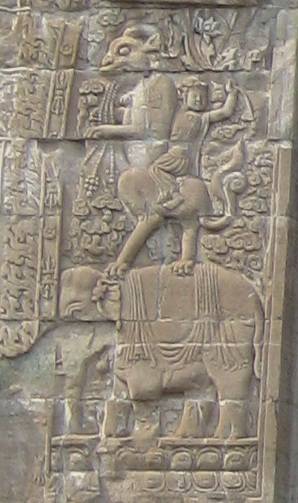
Relleu d'elefant al costat de l'arc del sud

Les parets interiors de la plataforma contenen inscripcions són escrites en sis sistemes d'escriptura diferents (corresponents a sis llengües):
- Escriptura lanydza o alfabet ranjana (utilitzat per escriure sànscrit)
- Alfabet tibetà (utilitzat per escriure tibetà)
- Alfabet phags-pa (creat per ordre de Kublai Khan, i utilitzat per escriure xinès, mongol i uigur)
- Antic alfabet uigur (utilitzat per escriure uigur antic)
- Caràcters xinesos (utilitzat per escriure xinès)
- Escriptura tangut (utilitzat per escriure el tangut)[nota 2]

Cadascuna d'aquestes sis escriptures s'utilitza per transcriure el text sànscrit de dos sutres dharani budistes (un tipus de mantra ritual) en caràcters grans, un sutra dharani en cada escriptura en cada paret:
- Uṣṇīṣa-vijaya-dhāraṇī-sūtra (Xinès: 佛頂尊勝陀羅尼經; pinyin: Fódǐng Zūnshèng Tuóluóní Jīng) "Sutra Dharani de la victoriosa corona de Buda" a la paret de l'est
- Tathāgata-hṛdaya-dhāraṇī-sūtra (Xinès: 如來心陀羅尼經; pinyin: Rúláixīn Tuóluóní Jīng) "Sutra dharani del cor de Tathagata" a la paret de l'oest

A més del dos sutres dharani sànscrits escrits en caràcters grans en els sis sistemes d'escriptura, cinc d'aquestes escriptures (el Lanydza no) s'usen per escriure el "Registre de Mèrits en la Construcció de la Pagoda" en una de les cinc llengües diferents, en caràcters petits:
- Versió tibetana del "Registre de Mèrits" en alfabet tibetà
- Versió mongol del "Registre de Mèrits" en alfabet phags-pa
- Versió uigur del "Registre de Mèrits" en antic alfabet uigur
- Versió xinesa del "Registre de Mèrits" en caràcters xinesos
- Versió Tangut del "Registre de Mèrits" en escriptura tangut

Les versions tibetana, mongol i uigur del "Registre de Mèrits" són escrites a les parets de l'est i de l'oest, i les versions xinesa i tangut són a la paret de l'est, i les inscripcions en escriptura petita xinesa i Tangut de la paret de l'oest són resums explicatius en xinès i en tangut del "Sutra dharani del cor Tathagata".

### Paret de l'est
Les inscripcions de la paret interior de l'est del passatge són les següents:

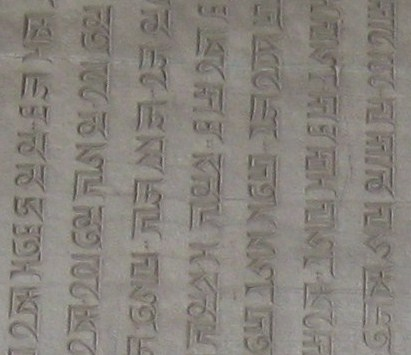
Detall de la inscripció phags-pa en caràcters grans

- Plafó superior (0.40 m alt): 4 línies de text horitzontal Lanydza en caràcters grans
- Plafó de mig (0.55 m alt):
  - 2 línies de text tibetà en horitzontal en caràcters grans (transcripció del sànscrit "Sutra Dharani de la victoriosa corona de Buda")
  - 4 línies de text tibetà en horitzontal en caràcters petits (traducció del tibetà de "Registre de Mèrits", 1a part)
- Plafó inferior (1.55 m alt) va dividir a quatre seccions (d'esquerra a dreta):
  - Columnes de text en phags-pa en vertical d'esquerra a dreta (1,58 m d'amplada):
    - 20 columnes de text en phags-pa en vertical en caràcters grans (transcripció del sànscrit "Sutra Dharani de la victoriosa corona de Buda")
    - 8 columnes de text en phags-pa en vertical en caràcters petits (traducció mongola del "Registre de mèrits", part 1)

  - Columnes verticals de text en antic alfabet uigur d'esquerra a dreta (1,44 m d'amplada):
    - 20 columnes de vertical Vell Uyghur text en caràcters grans (transcripció del sànscrit "Sutra Dharani de la victoriosa corona de Buda")
    - 13 columnes de vertical Vell Uyghur text en caràcters petits (traducció uigur del "Registre de mèrits", part 1)

  - Columnes verticals de Tangut el text que corre de correcte a esquerre (1,73 m d'amplada):
    - 27 columnes de vertical Tangut text en caràcters grans (transcripció del sànscrit "Sutra Dharani de la victoriosa corona de Buda")
    - 11 columnes de vertical Tangut text en caràcters petits (Tangut traducció del "Registre de mèrits")

  - Columnes verticals del text xinès que corre de correcte a esquerre (1,58 m d'amplada):
    - 21 columnes de text xinès vertical en caràcters grans (transcripció del sànscrit "Sutra Dharani de la victoriosa corona de Buda")
    - 21 columnes de text xinès vertical en caràcters petits (traducció xinesa del "Registre de mèrits")

### Paret de l'oest
Les inscripcions de la paret interior de l'oest del passatge són com s'indiquen a sota:

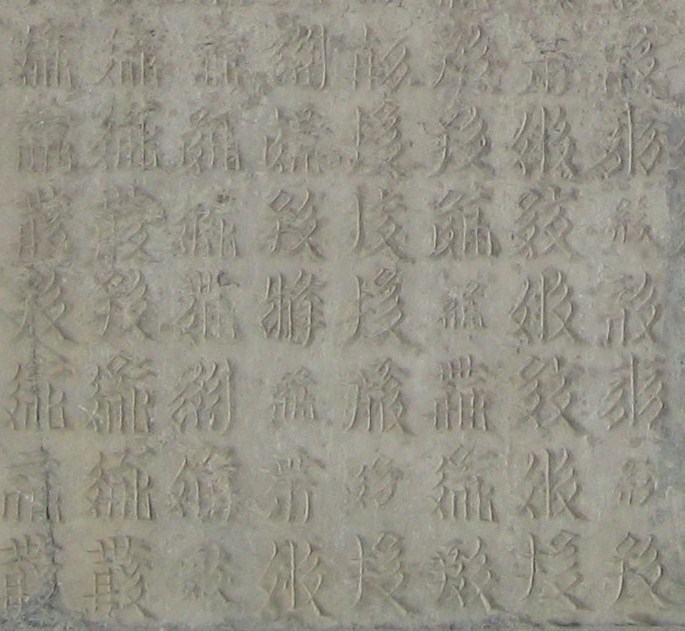
Detall de la inscripció tangut en caràcters grans

- Plafó superior (0,40 m d'alçada): 4 línies de text en horitzontal en alfabet ranjana (Lanydza) en caràcters grans
- Plafó del mig (0,55 m d'alçada):
  - 3 línies de text en horitzontal de text en tibetà en caràcters grans (transcripció del sànscrit "Sutra dharani del cor Tathagata")
  - 4 línies horitzontals de text en tibetà en caràcters petits (traducció tibetana del "Registre de Mèrits", 2a part)
- Plafó inferior (1,55 m d'alçada) dividit en quatre seccions (d'esquerra a dreta):
  - Columnes de text en vertical en alfabet phags-pa que van d'esquerra a dreta (1,58 m d'amplada):
    - 19 columnes de text en vertical en alfabet phags-pa en caràcters grans (transcripció del sànscrit del "Sutra dharani del cor Tathagata")
    - 14 columnes de text en vertical en alfabet phags-pa en caràcters petits (traducció del mongol del "Registre de Mèrits", 2a part)

  - Columnes de text en vertical en antic alfabet uigur que va d'esquerra a dreta (1,50 m ample):
    - 20 columnes de text en vertical en antic alfabet uigur en caràcters grans (transcripció del sànscrit "Sutra dharani del cor Tathagata")
    - 14 columnes de text en vertical en antic alfabert uigur en caràcters petits (traducció uigur del "Registre de Mèrits", part 2)

  - Columnes de text en vertical en escriptura tangut que va de dreta a esquerra (1,72 m ample):
    - 26 columnes de text en escriptura tangut en caràcters grans (transcripció del sànscrit "Sutra dharani del cor Tathagata")
    - 13 columnes de text en escriptura tangut en caràcters petits (resum del "Sutra dharani del cor Tathagata" en tangut)

  - Columnes de text en vertical en xinès de dreta a esquerre (1,58 m ample):
    - 21 columnes de text xinès en vertical en caràcters grans (transcripció del "Sutra dharani del cor Tathagata")
    - 20 columnes de text xinès en vertical en caràcters petits (resum del "Sutra dharani del cor Tathagata" en llengua xinesa)

El resum del "Sutra dharani del cor Tathagata" en xinès acaba amb una inscripció especificant que va ser escrit en un dia propici del 9è mes del 5è any de l'era Zhizheng (1345) per un monjo animenat Decheng (德成) del temple Baoji (寶積寺) a Chengdu. La versió en antic alfabet uigur del "Registre de Mèrits" s'acaba també amb una data, actualment molt deterioradat, però podria ser de l'era Zhizheng.

## Galeria d'imatges

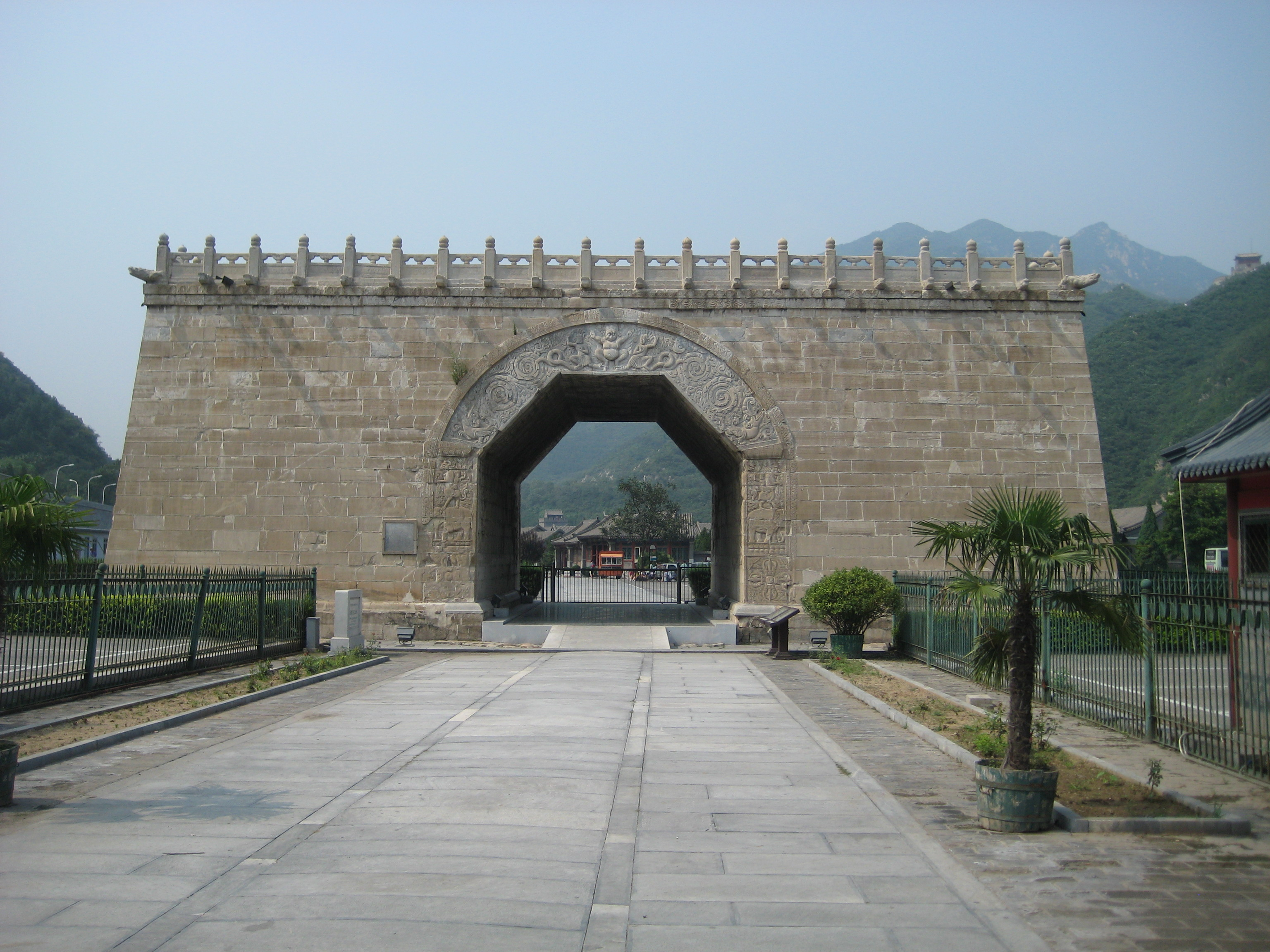
Costat del sud de la terrassa
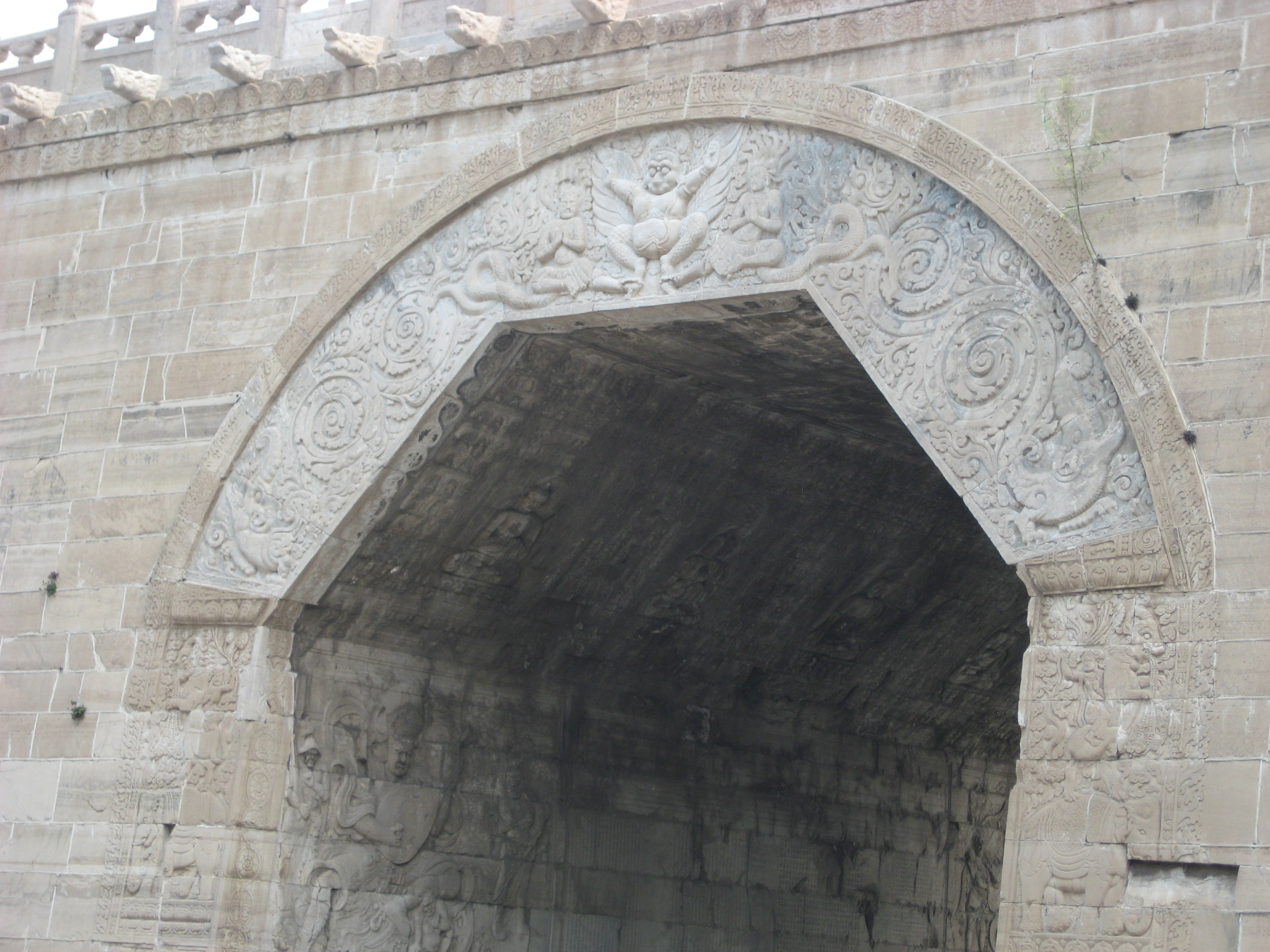
Entrada del nord
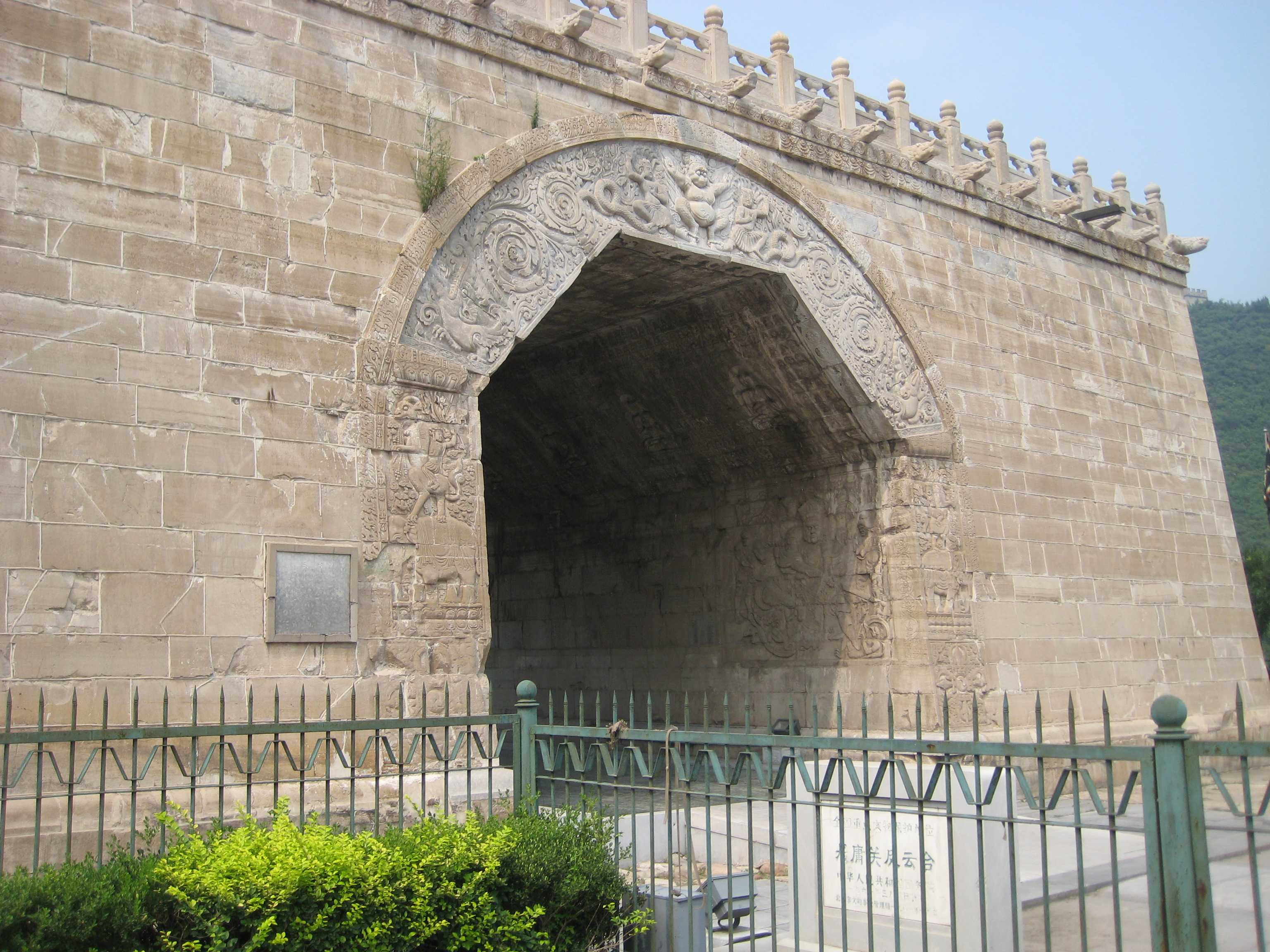
Entrada del sud
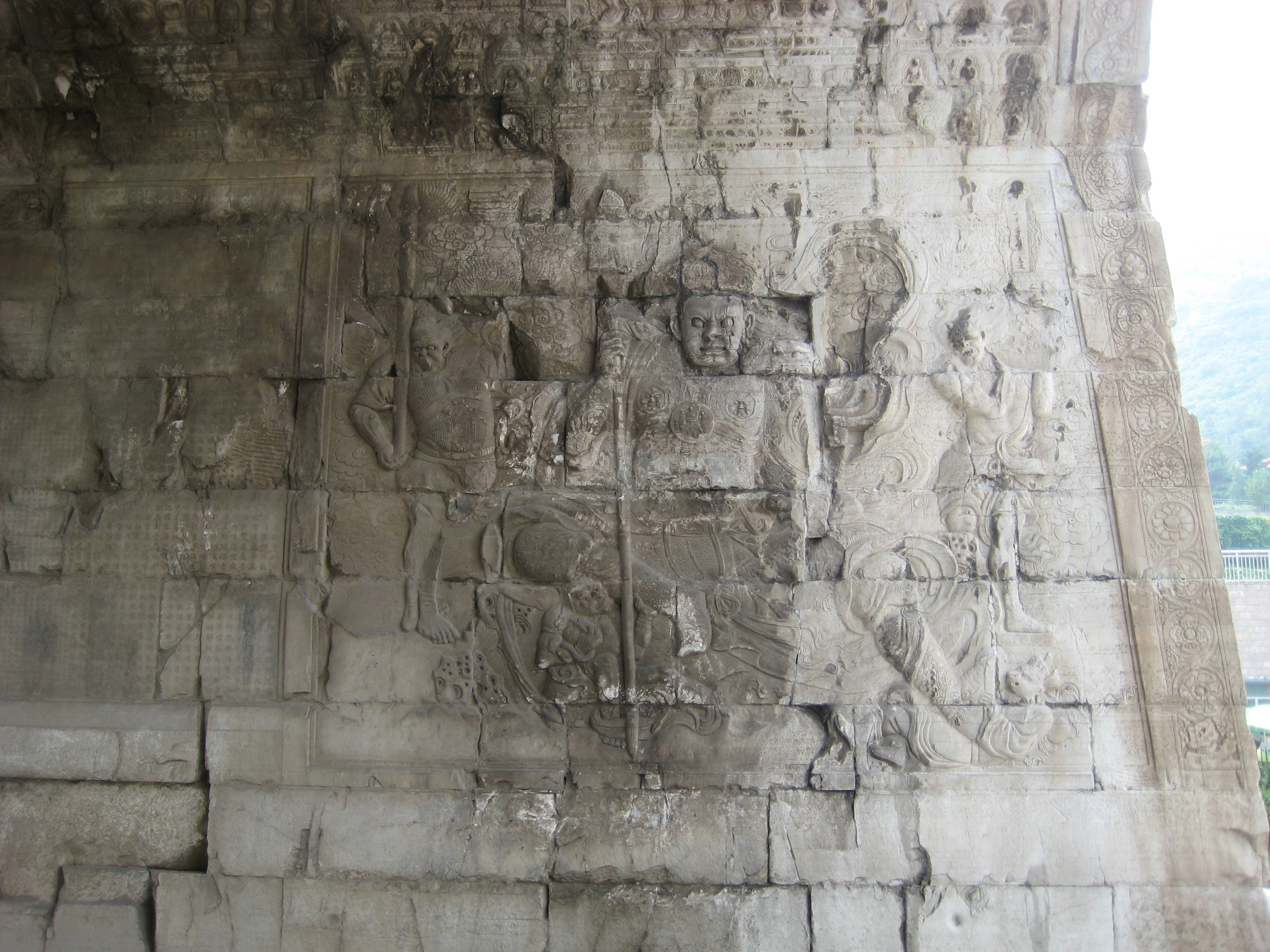
Rei Deva del nord
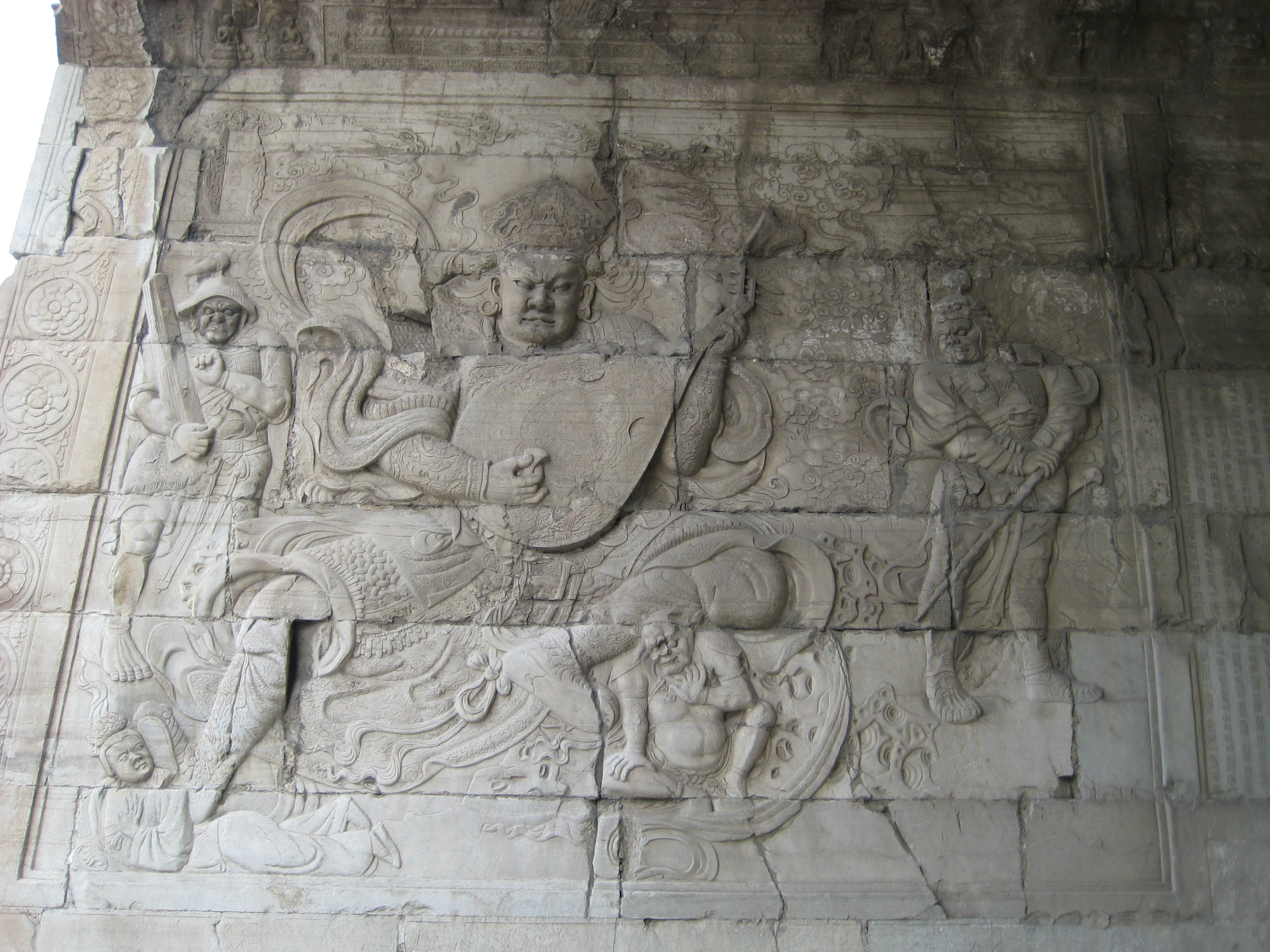
Rei Deva de l'est
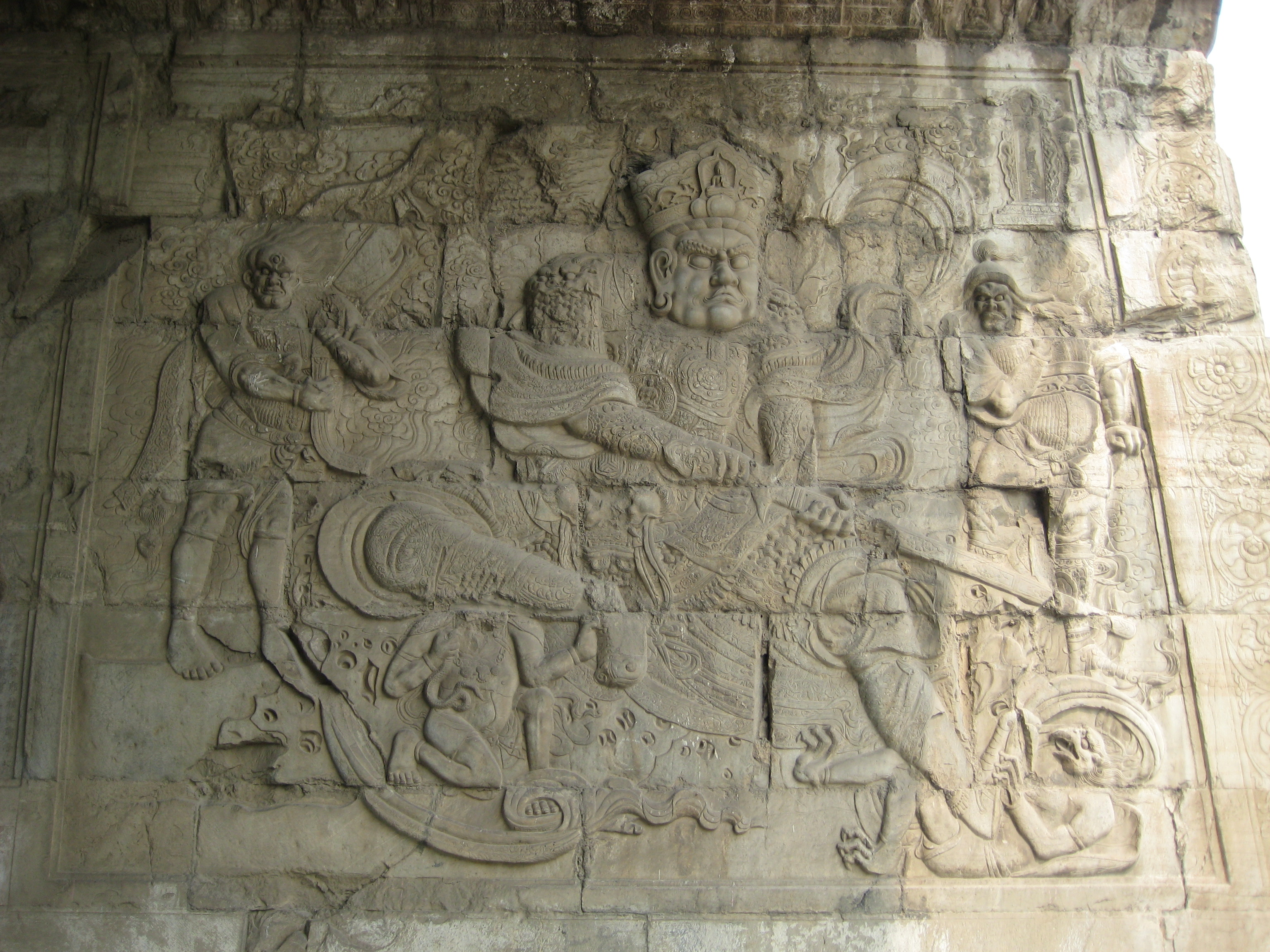
Rei Deva del sud
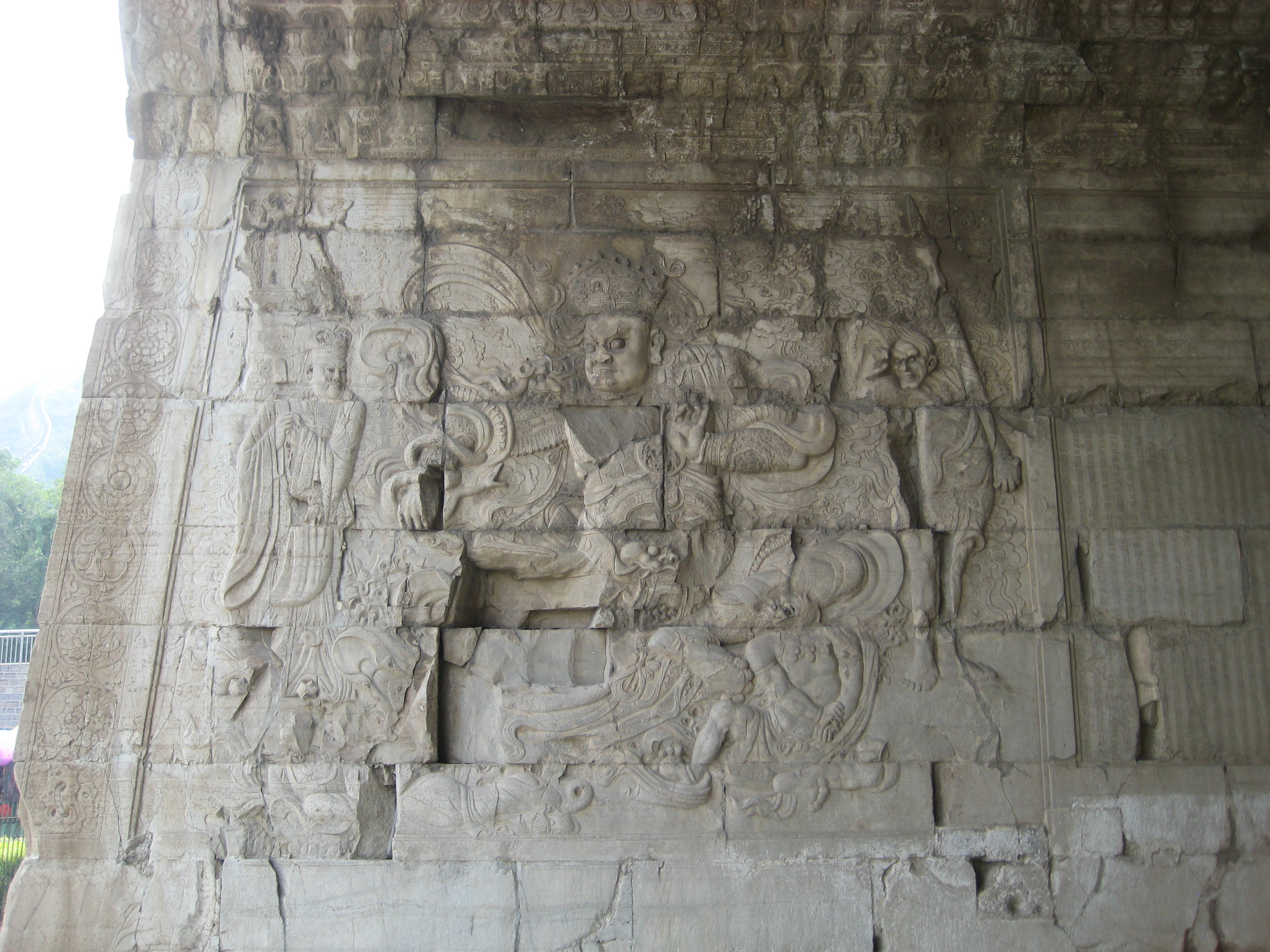
Rei Deva de l'oest
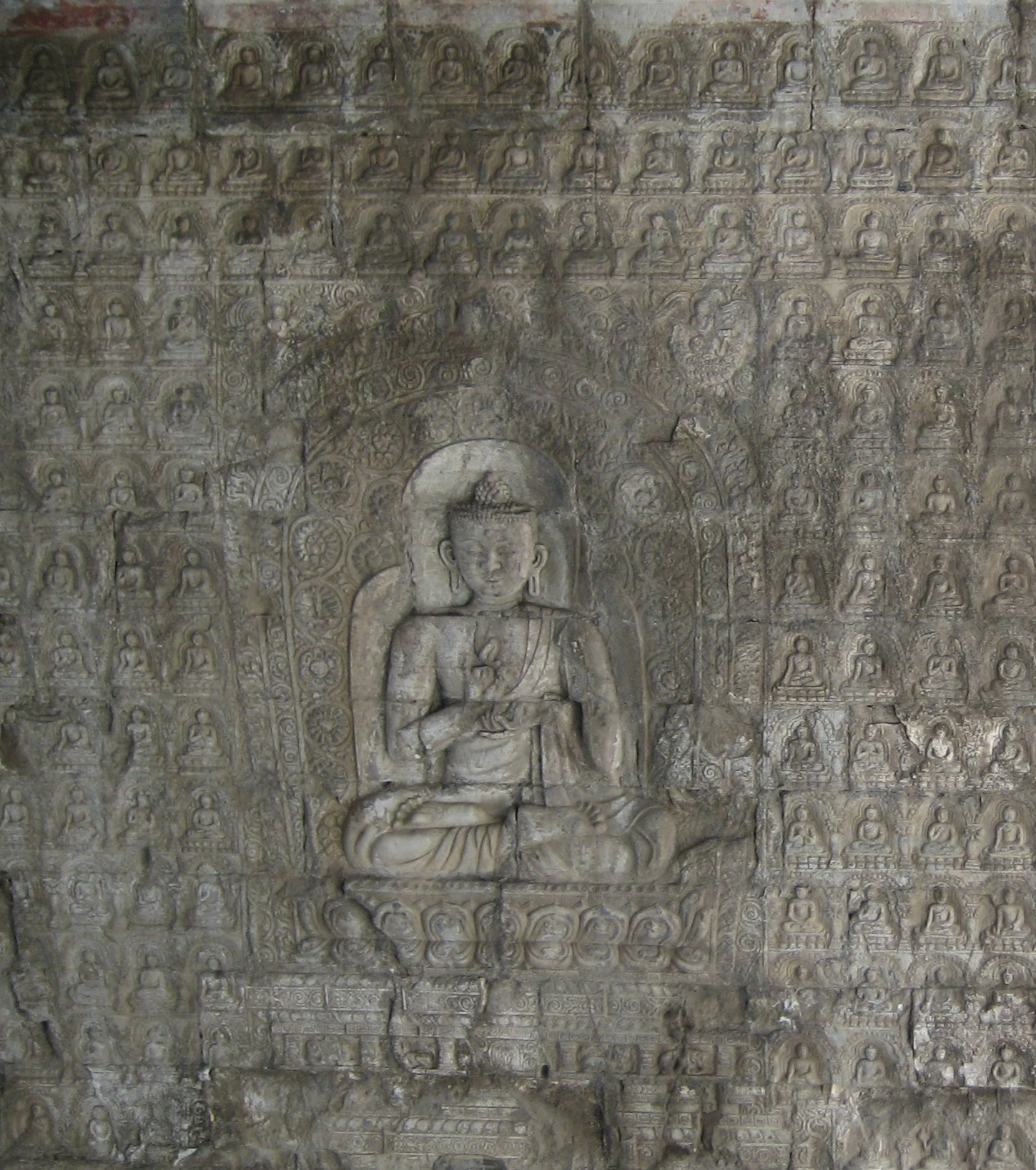
Un del Budes de les Deu Direccions a la part inclinada del sostre
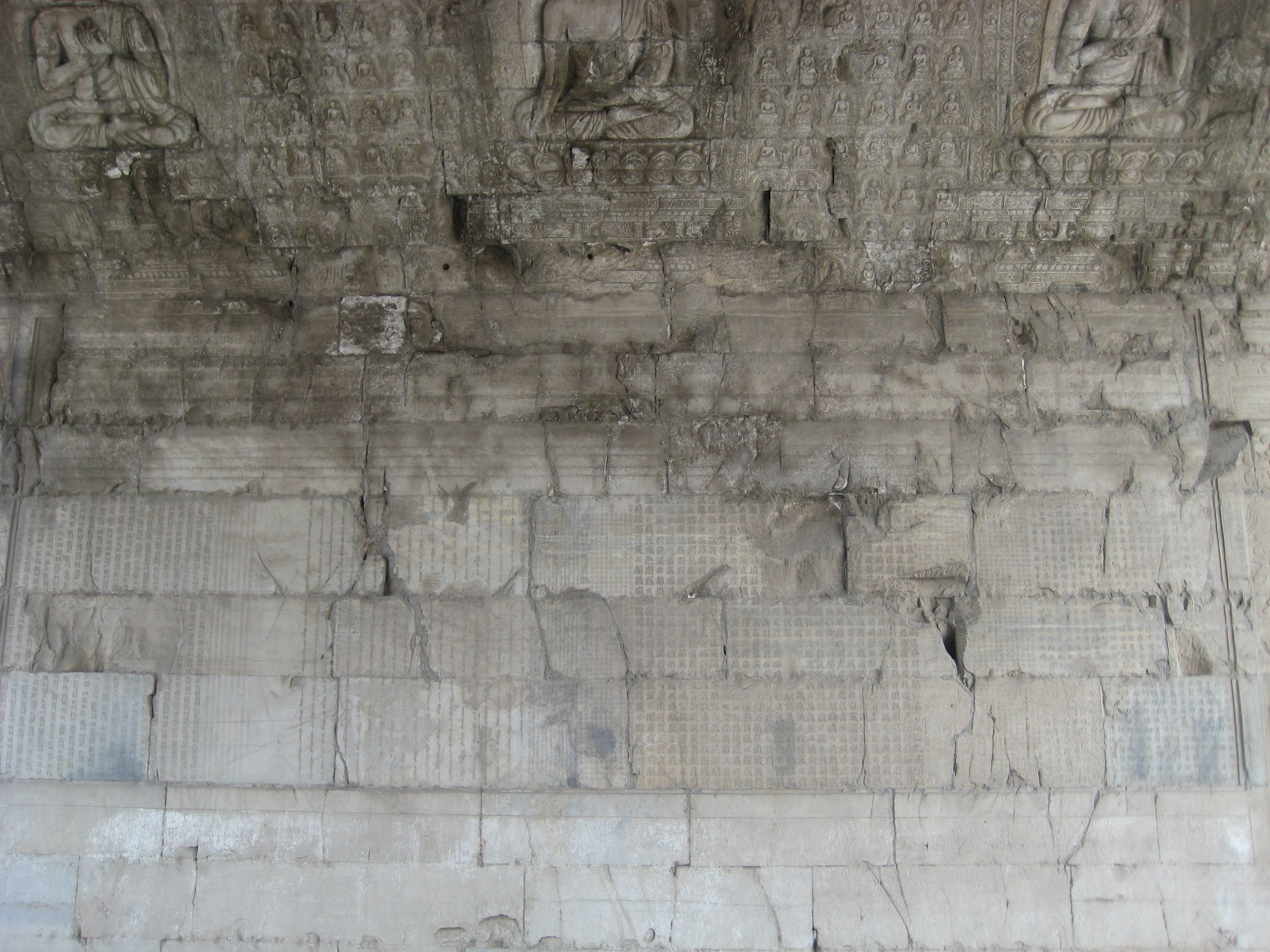
Inscripcions de la paret de l'est
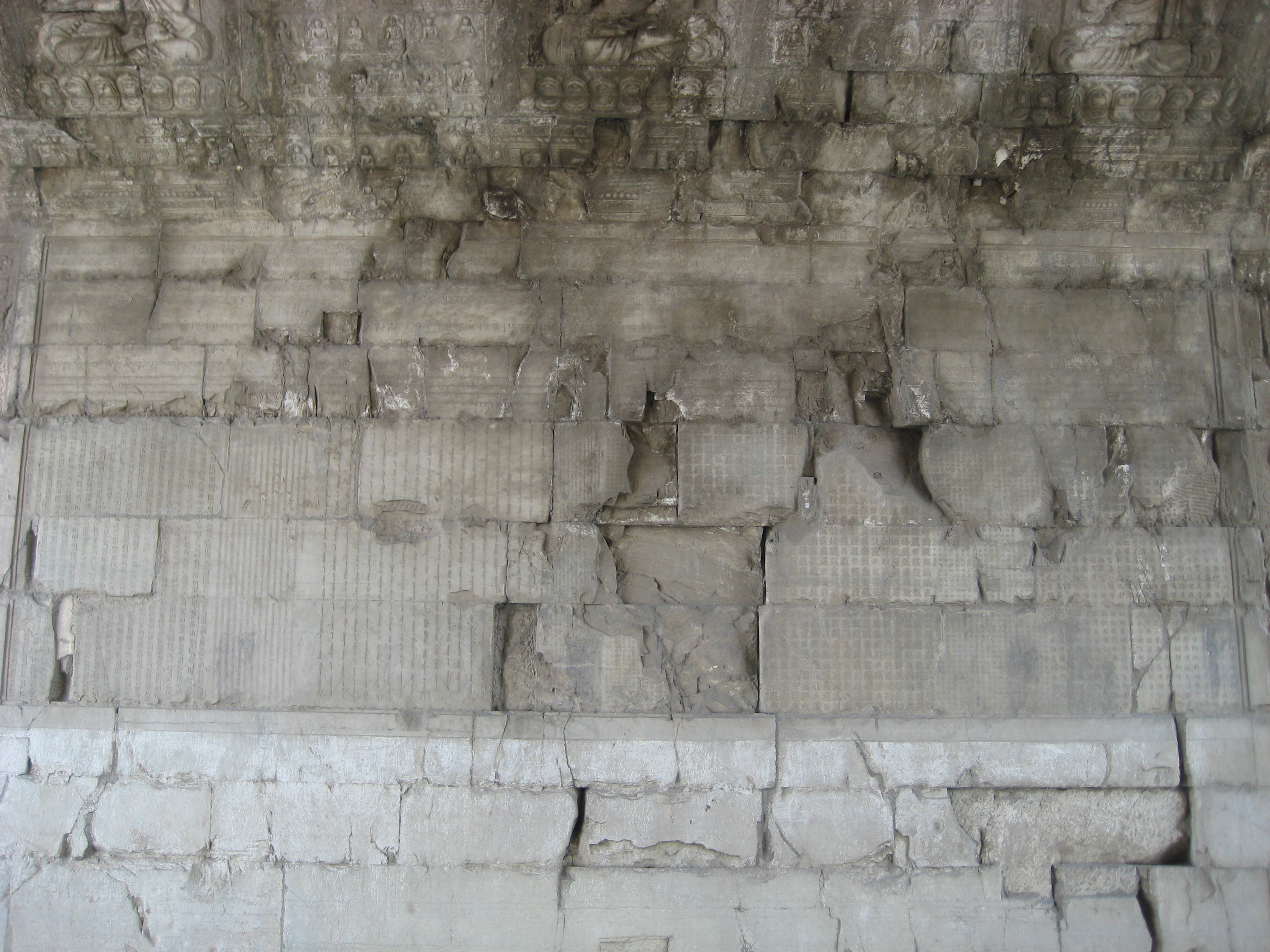
Inscripcions de la paret de l'oest
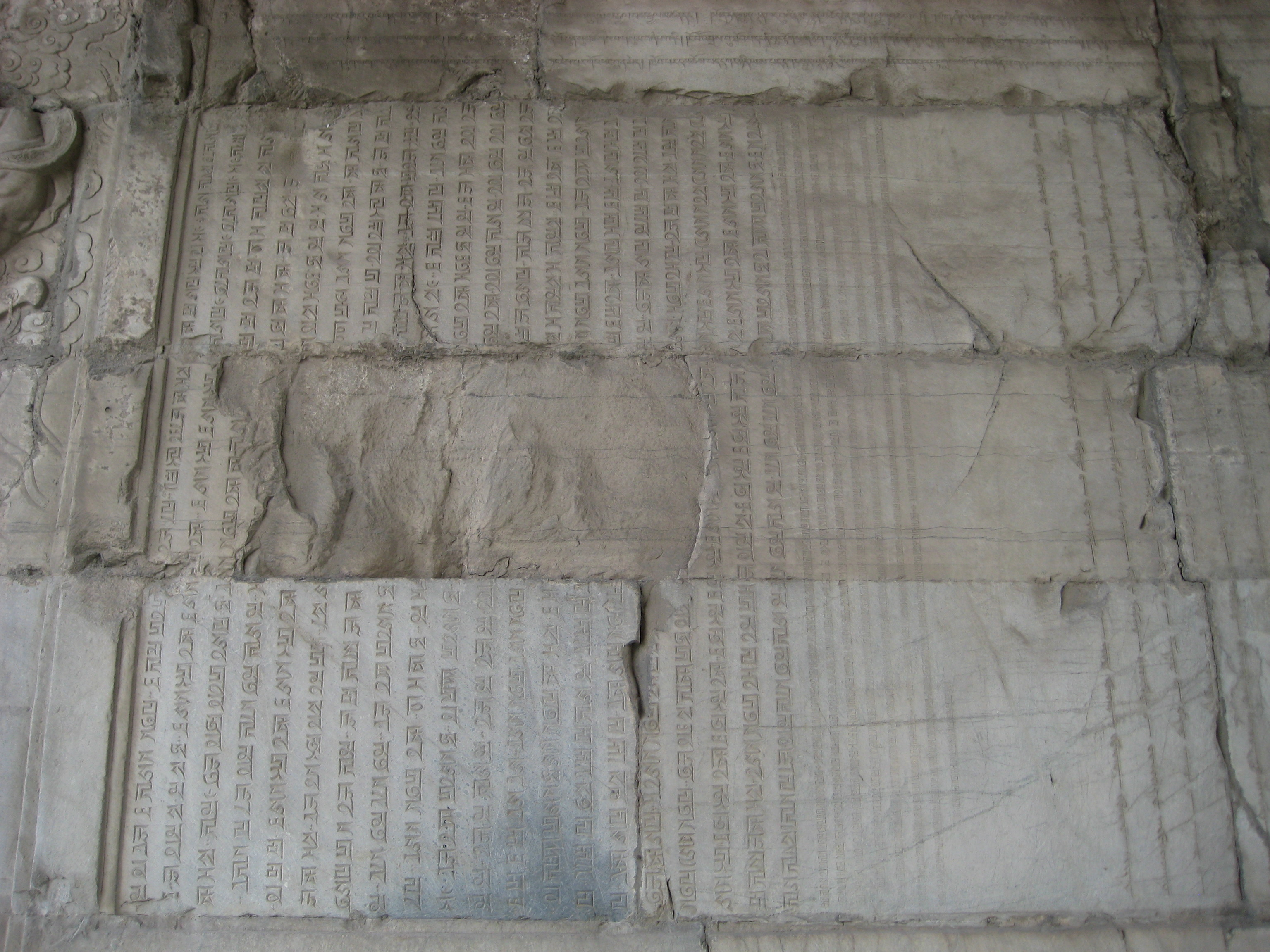
Inscripcions en Phags-pa a la paret de l'est
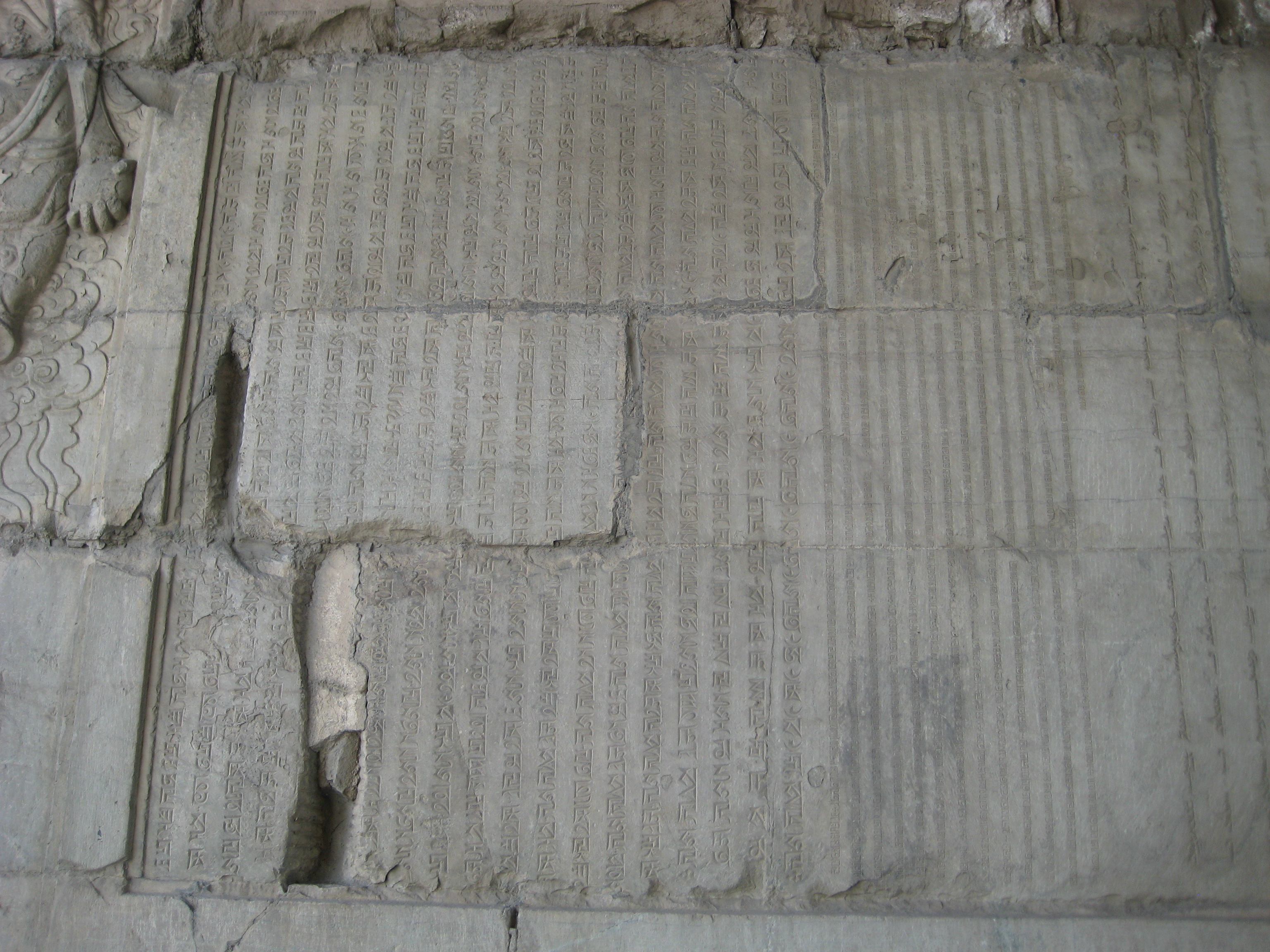
Inscripcions en Phags-pa a la paret de l'oest
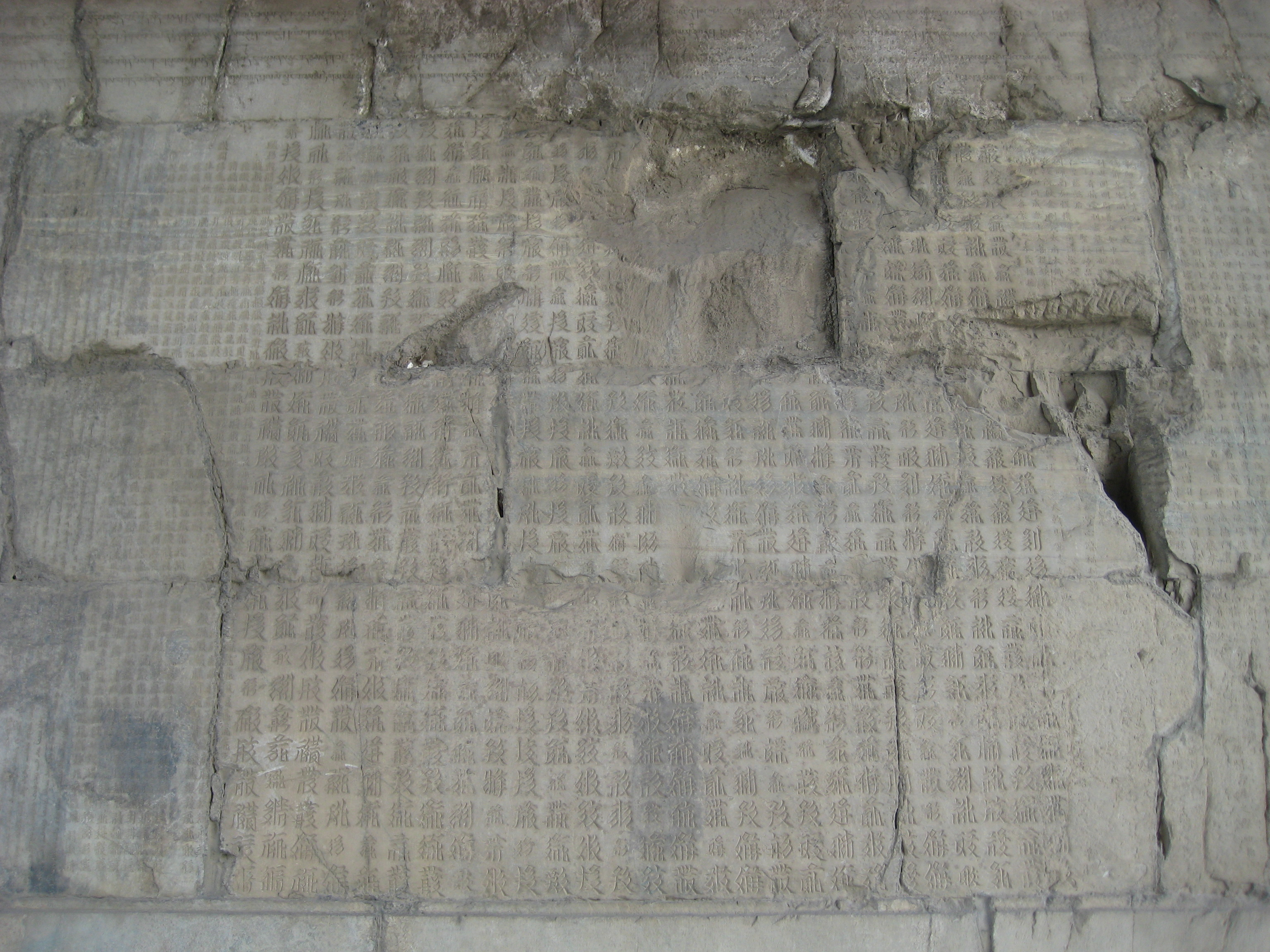
Inscripcions en Tangut a la paret de l'est
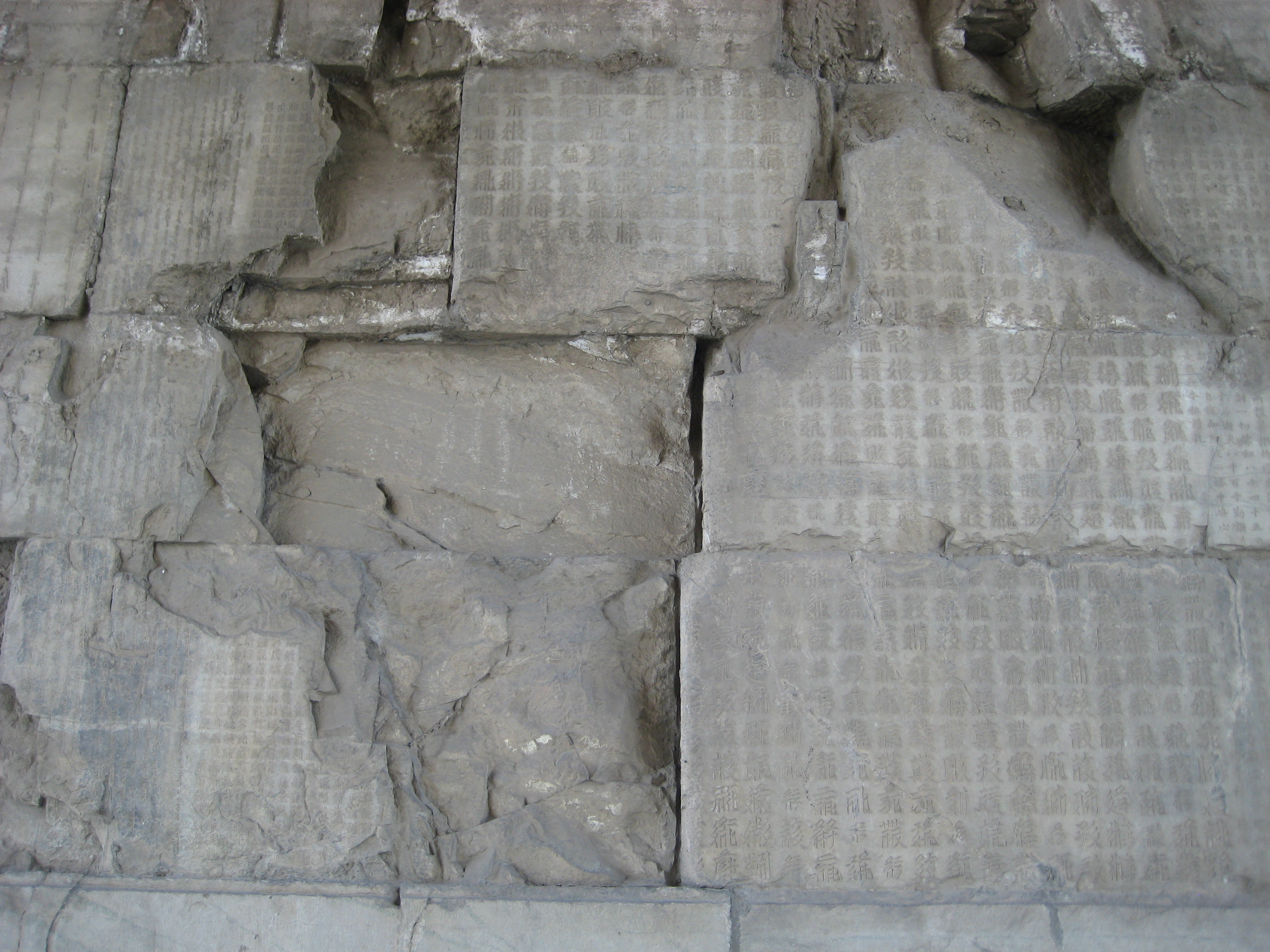
Inscripcions en Tangut a la paret de l'oest
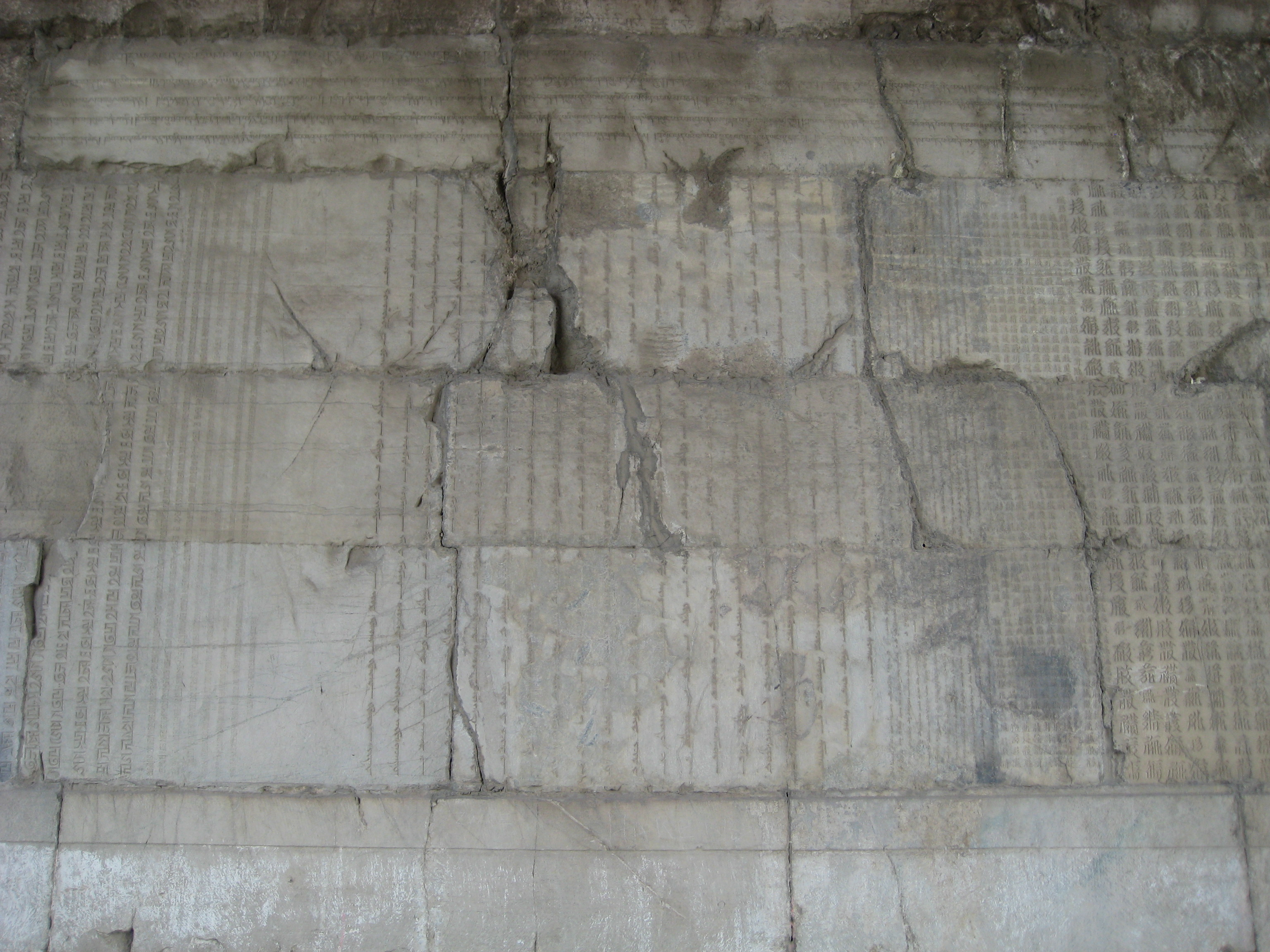
Inscripcions en antic uigur a la paret de l'est
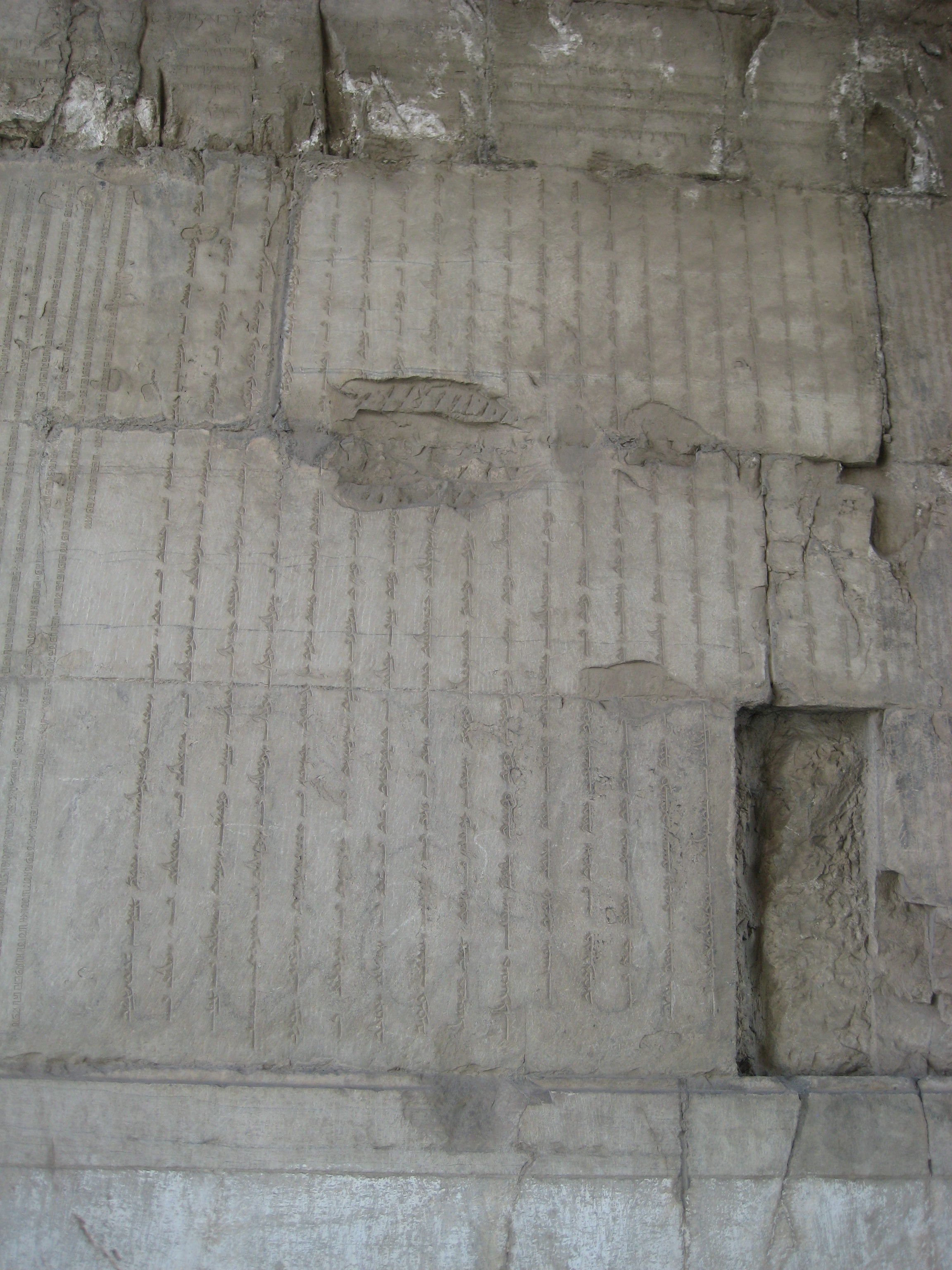
Inscripcions en antic uigur a la paret de l'oest
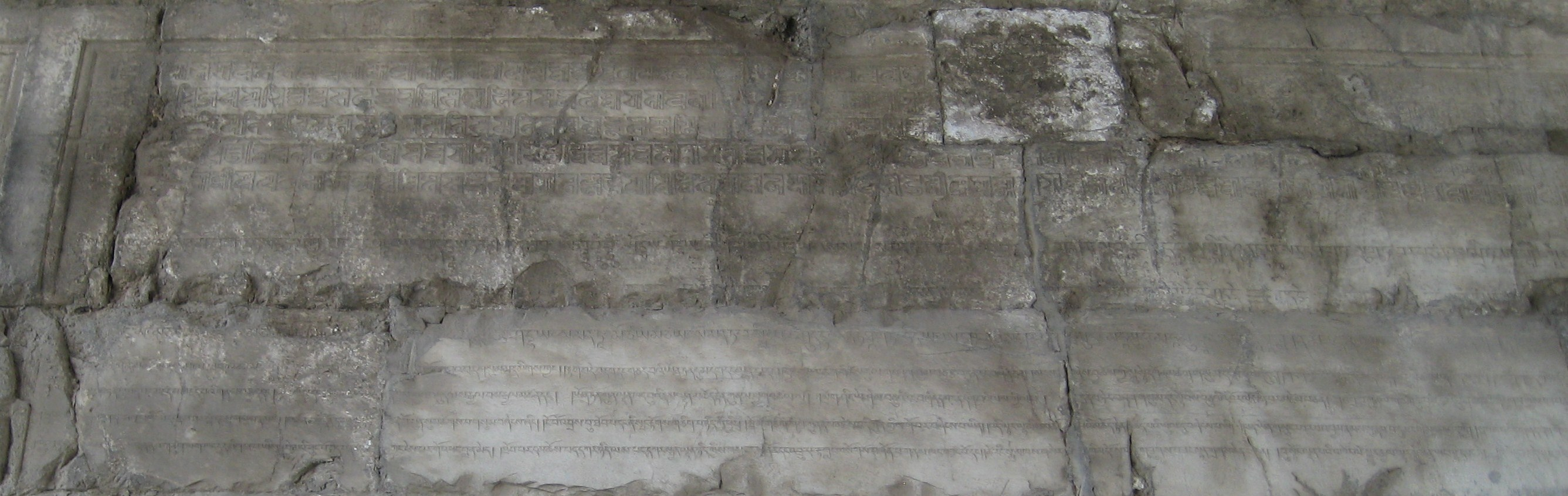
Inscripcions en lanydza i tibetà a la paret de l'est